# Station Villabé
Station Villabé is een spoorwegstation aan de spoorlijn Corbeil-Essonnes - Montereau. Het ligt in de Franse gemeente Villabé in het departement Essonne (Île-de-France).

## Geschiedenis
Het station is in 1897 geopend bij de opening van de spoorlijn Corbeil-Essonnes - Montereau.

## Ligging
Het station ligt op kilometerpunt 35,200 van de spoorlijn Corbeil-Essonnes - Montereau.

## Diensten
Het station wordt aangedaan door treinen van de RER D tussen Villiers-le-Bel - Gonesse/Juvisy en Melun via Évry - Courcouronnes. Tijdens de spits rijden de treinen niet verder van Juvisy, in de daluren rijden de treinen verder naar Villiers-le-Bel - Gonesse.

## Vorig en volgend station
| Richting                          | Vorig station       | Lijn  | Volgend station   | Richting |
| --------------------------------- | ------------------- | ----- | ----------------- | -------- |
| Juvisy (via Évry - Courcouronnes) | Essonnes - Robinson | RER D | Le Plessis-Chenet | Melun D2 |